# Kuala Bugak
Kuala Bugak is een bestuurslaag in het regentschap Aceh Timur van de provincie Atjeh, Indonesië. Kuala Bugak telt 642 inwoners (volkstelling 2010).